# Rafael Aghayev
Rafael Aghayev (Sumqayit, 4 de março de 1985) é um carateca azeri, medalhista olímpico.

## Carreira
Depois de se formar na escola secundária nº 21 em 2003, Aghayev ingressou no campo das artes marciais na Academia Estadual de Cultura Física e Esporte do Azerbaijão, graduando-se em 2007. Ele conquistou a medalha de prata nos Jogos Olímpicos de Verão de 2020 em Tóquio, após confronto na final contra o italiano Luigi Busà na modalidade kumite masculina até 75 kg. Ele é cinco vezes campeão mundial e onze vezes campeão europeu em sua disciplina.